# Papírny Štětí
Papírny Štětí jsou rozsáhlý papírenský komplex, který se nachází ve Štětí na břehu Labe a je největší svého druhu v České republice.
V areálu papíren se nachází několik samostatných podnikatelských subjektů. Výrobou papíru nebo jeho zpracováním se v areálu zabývá Mondi Štětí a.s., Mondi Coating Štětí a.s., Mondi Bags Štětí a.s., Mondi Štětí White Paper s.r.o., SPM - Security Paper Mill, a.s. a Miba Fibertec s.r.o. V areálu pak sídlí další firmy, které zajišťují servis, logistiku, údržbu a další služby. Kromě technologie vyrábějící buničinu tzv. sulfátovým nebo také kraftovým procesem se v areálu nacházejí papírenské stroje vyrábějící krycí papíry pro výrobu vlnitých lepenek, strojově hlazené papíry, pytlový papír, taškový papír a ceninové papíry. Zde vyráběné papíry jsou pak dále zpracovávány laminováním nebo tvarovým zpracováváním tzv. konvertováním (skládáním, lepením, potiskem) do podoby konečného výrobku (pytle, odnosné tašky apod.). Papír ze Štětí se dostává do více než 80 států z celého světa, zejména do Evropy. Výrobní areál má vlastní provoz dřevoskladu, energetiky, regenerace chemikálií a čistírnu odpadních vod, která zpracovává i městské odpadní vody z města Štětí. 

## Historie

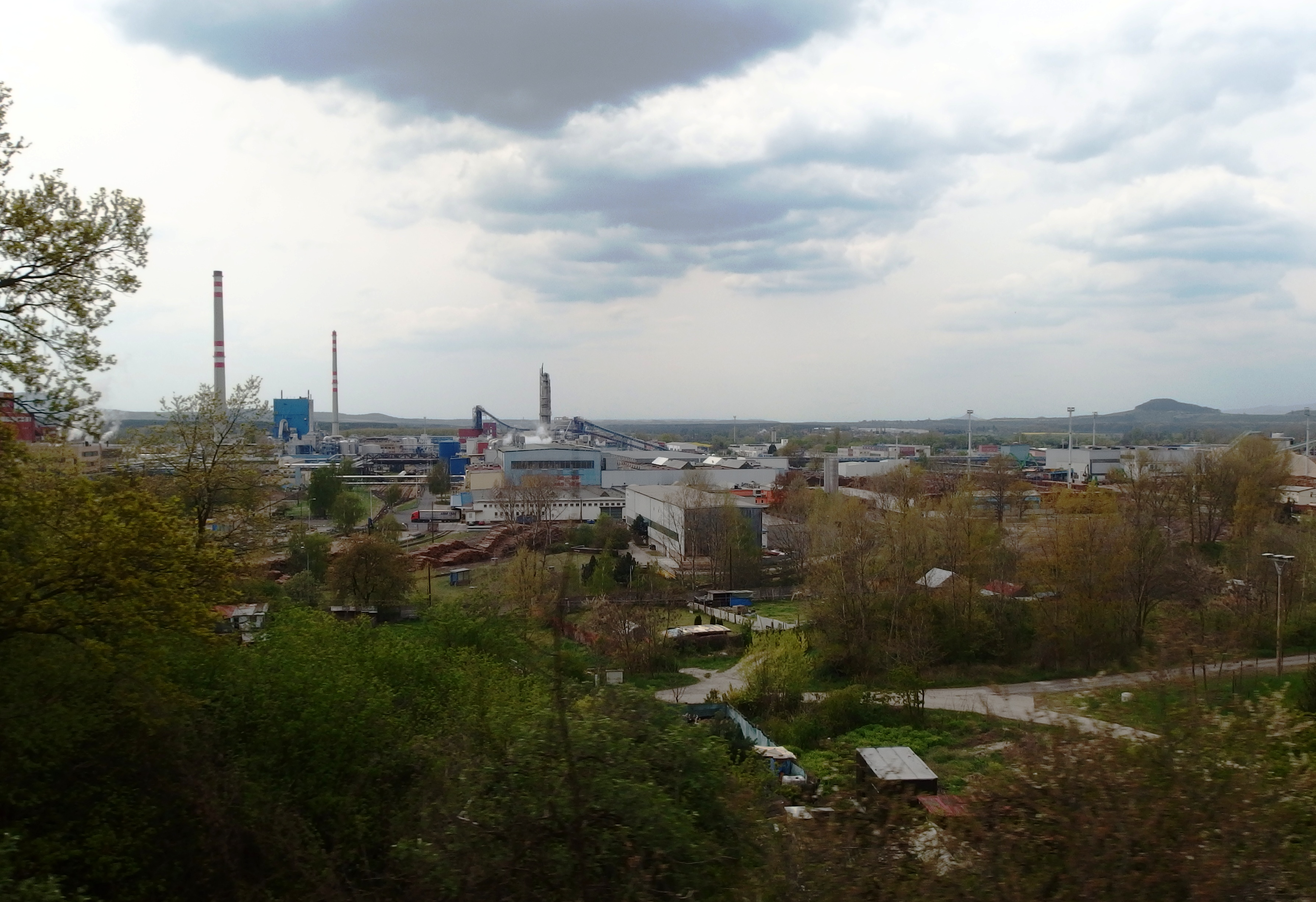
Papírny z Bílých strání

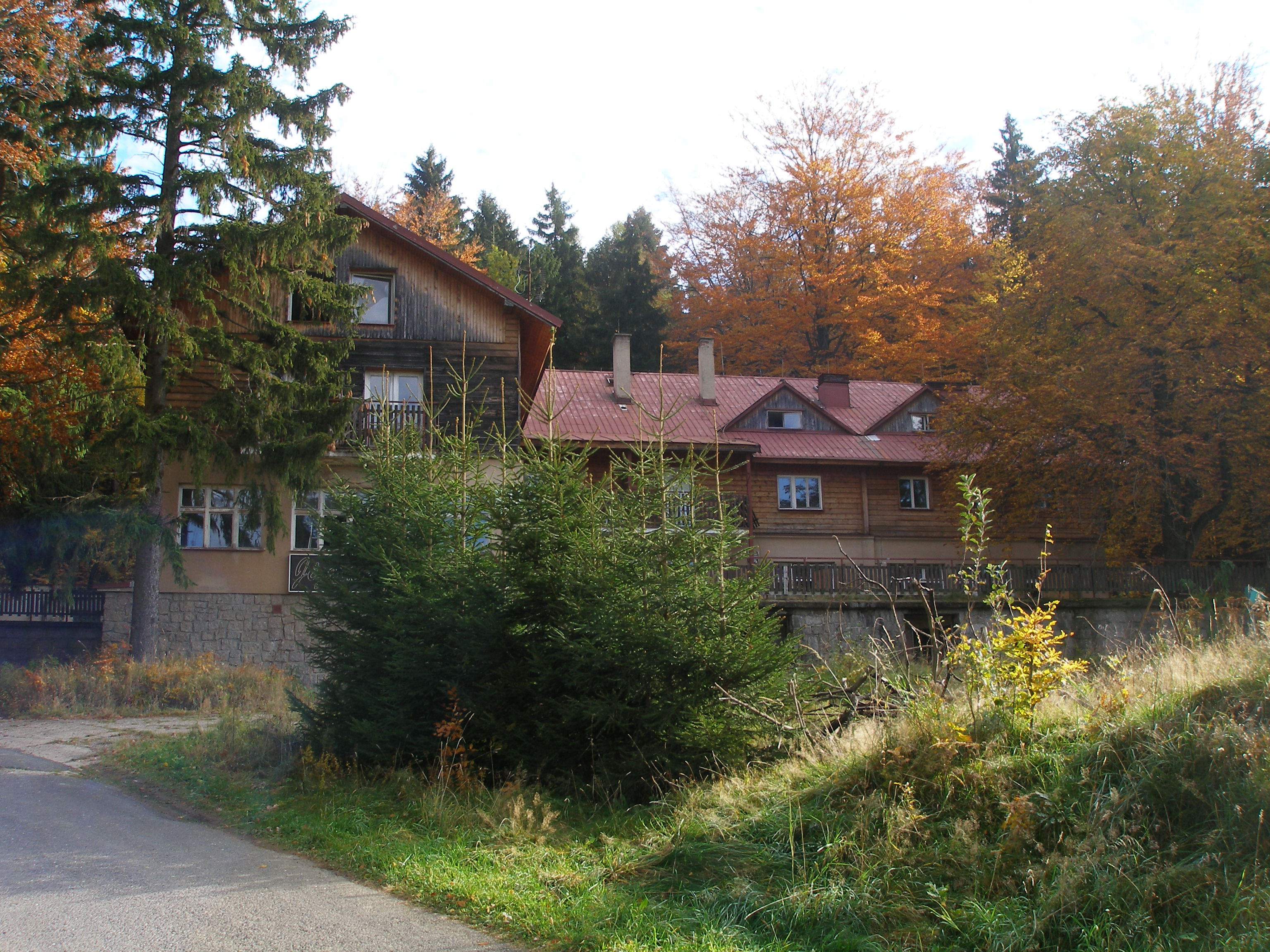
Chata Jizerka

Po skončení 2. světové války vzrostla poptávka po balicích papírech. Tím vyvstala potřeba vybudovat nový velký papírenský podnik. Zpočátku se o Štětí jako o místu, kde by měl být tento podnik postaven, neuvažovalo. Původně zamýšlenými lokalitami byly prostory továrny firmy Schering v Krásném Březně nebo objekty malé sulfátky v Neštědicích. Ty však nebyly dostatečně rozsáhlé pro plánovanou velikost závodu a proto bylo nutno najít místo vhodnější. Nakonec bylo rozhodnulo, že nová papírna bude vybudována ve Štětí na pozemcích cukrovaru z roku 1869 a pozemcích přilehlých. Závod byl založen k 1. lednu 1949 jako národní podnik Papírny Štětí. Následně byla zahájena výstavba nového závodu. První výrobek (šedá strojní lepenka) byla vyrobena v létě 1952.
Hlavní technologická část papírny tzv. Nový závod: papírenské stroje 1, 2, 3 a pytlárna byla zprovozněna v letech 1956–1958. Rotostroj na novinový papír se budoval v letech 1960 až 1968. Tento stroj anglické produkce Black Clawson na výrobu novinového papíru o výrobní šíři 650 cm, byl schopen vyrobit 250 tun papíru denně. Na několik let se tak stal Rotostroj největší výrobní linkou ve Střední Evropě. Současně s jeho výstavbou byla vybudována velká brusírna dřeva (tvořená 8 řetězovými brusy Voith hnanými synchronními motory o příkonu 2 MW). V sedmdesátých letech začala rozsáhlá výstavba závodu označovaná jako Štětí II., která zahrnovala sulfátovou celulózku, energetiku, balírnu buničiny a výrobu pytlového papíru včetně rozvoje města (bytové domy, kino, služby, most přes Labe atd.). Roku 1975 byl zprovozněn papírenský stroj č. 5 firmy Beloit vyrábějící pytlový sulfátový papír.
Podnik měl také v Lázních Libverdě na Frýdlantsku v Libereckém kraji na severu České republiky podnikovou rekreační chatu Jizerka.
Transformace ekonomiky po roce 1989 vedla k mnoha vlastnickým změnám firem v areálu (neúplný výčet):
- před r. 1989 Severočeské papírny, národní podnik Štětí
- 1989 Severočeské papírny (státní podnik)
- 1993 SEPAP Štětí, a.s., vyčleněn provoz ROTO, a.s. vyrábějící novinový papír
- 1997 AssiDomän Sepap a.s.
- 2000 Frantschach Pulp & Paper a.s.
- 2001 oddělení energetiky do společnosti Frantschach Energo a.s.
- 2004 Mondi Packaging Paper Štětí a.s.
- 2005 začlenění Frantschach Energo a.s. zpět do společnosti Mondi Packaging Paper Štětí a.s.
- 2008 změna názvu Mondi Packaging Paper Štětí a.s. na Mondi Štětí a.s.
- 2013 osamostatnění části provozu jako Fibertec Steti s.r.o.
- 2023 Fibertec Steti s.r.o. přejmenován na Miba Fibertec s.r.o.

Firma Mondi Štětí a.s. je součástí skupiny Mondi od roku 2000.
V roce 2009 firma Mondi investovala 47 milionů eur do nového stroje PS6. Stroj je schopen vyrobit až 45 000 tun vysoce kvalitního balicího papíru ročně.
V roce 2018 byl dokončen investiční projekt EcoFlex za zhruba 8,9 miliardy Kč, který mj. zahrnoval:
- Instalaci turbogenerátorů TG7 (výkon 55 MW) a TG8 (výkon 63 MW) a souvisejícího technologického vybavení od společnosti Siemens.
- Odstavení regeneračního kotle RK9 a výstavbu nového regeneračního kotle RK12.
- Rekonstrukci vápenné pece s provozem kaustifikace a výstavbu nových chladicích věží provozu odparky.
- Zvýšení kapacity výroby bělené (280 tis. t/rok) a nebělené (660 tis. t/rok) buničiny.
- Navýšení výrobní kapacity stroje PS7.

V roce 2021 byl v rámci projektu EcoVantage přestavěn stroj PS1. Projekt stál zhruba 1,7 mld. Kč a umožňuje stroji rychlostí až 800 m/min vyrábět kromě linerů také taškový papír s vysokým obsahem recyklovaného vlákna.
V roce 2023, v rámci projektu EcoKraft, začala výstavba nového papírenského stroje PS10, který bude vyrábět nebělený pytlový papír.

### Novinový papír
Výroba novinového papíru byla zahájena 11. května 1963 v rámci firmy Severočeské papírny. V roce 1986 došlo k jeho havárii s následným požárem, který Rotostroj značně poškodil. Po zjištění škod bylo rozhodnuto tento stroj do roku 1991 zrekonstruovat a zmodernizovat. V průběhu roku 1997 byla podepsána smlouva mezi AssiDomän Sepap (bývalý Sepap, a. s. Štětí) a norskou společností Norske Skogindustrier ASA o prodeji společnosti ROTO, a. s. zahrnující technologii papírenského stroje PS4. Společnost ROTO od 12. ledna 1998 pod novým názvem Norske Skog Štětí, se tak stala součástí velké nadnárodní společnosti. Během několika let do ní firma investovala velké částky. V roce 1998 to byly investice ve výši 73 mil. Kč do tzv. systému “bílé (podsítové) vody” a výmětů, který radikálně snížil spotřebu vody o 46 %. V roce 1999 investovalo vedení nejvíce do nového odkorňování a dřevoskladu. V roce 2000 potom do rozšíření de-inkingu a informačních technologií. Celkově se investice ve třech letech vyšplhaly téměř na 0,5 mld. Kč. Kvalitu výroby podporovalo kvalitní dřevo, na kterém si firma zakládala. Podíl Norske Skog Štětí na trhu novinového papíru v České republice činil 60 %. 12. května 2008 Rotostroj po modernizaci dosáhl rekordu, kdy byl schopen vyrobit 453 tun papíru za den (130 tisíc tun za rok). Při této produkci papírna spotřebovala 140 tisíc tun dřeva.
Z finančních důvodů byla výroba novinového papíru ve Štětí ve druhém čtvrtletí roku 2008 po 45 letech firmou Norske Skog ukončena. Důvodem ukončení výroby bylo zajištění konkurenceschopnosti ostatních výrobních závodů novinového papíru Norske Skog v Evropě. O zaměstnání přišlo na 210 zaměstnanců. Část zaměstnanců byla postupně přijata do Mondi Štětí a. s.

### Speciální papíry
Historie výroby speciálních papírů sahá do šedesátých let, kdy byl zprovozněn společný poloprovoz papírenského výzkumného ústavu Bratislava a Sepap Štětí pro ověřování nových technologií výroby buničin a papírů. Po roce 1970 se stal součástí Výzkumného ústavu papírenského průmyslu.
Papírenský stroj byl vybaven některými unikátními součástmi, například tvářecí jednotkou se šikmým sítem umožňujícím vyrábět papír i z netradičních surovin, jako jsou syntetická, skleněná, keramická, uhlíková, aramidová a kovová vlákna. Velkou výhodou pro výrobu technických papírů byla možnost produkce dvoj i třívrstvých papírů, kdy každá vrstva mohla být vytvořena z odlišné vlákenné zanášky. V této době byl závod pod dohledem tehdejší obávané tajné služby StB z důvodů zabezpečení výroby strategických materiálů pro zbrojní průmysl. Byly zde umístěny státní materiálové rezervy pro výrobu v případě ohrožení státu.
Ve výrobě pokračoval FILPAP s.r.o., který v roce 1994 produkoval celou řadu výrobků pro technické užití, ale také speciální krepované papíry potřebné při výrobě nitrocelulózy. Tehdy její majitelé zavedli rovněž výrobu filtrů pro automobilový průmysl, atomovou energetiku, součásti respirátorů a plynových masek pro vojenské účely, strojírenství a další obory a také filtrační papíry pro použití v laboratořích. Od roku 1999 byla vlastníkem americká společnost The Moore, která ji provozovala pod názvem Amer-Sil. Ta upustila od výroby materiálů z celulózy. Hlavním produktem se v té době staly papíry ze skleněných mikrovláken využívané při výrobě separátorů pro akumulátory. Součástí výrobního programu se rovněž staly vysoce účinné filtrační materiály a také materiály izolační z anorganických vláken, které tu byly vyvinuty. V roce 2004 majitelé ze Spojených států ukončili svoji činnost a prodali výrobu speciálních filtračních a izolačních papírů novému majiteli, který ji provozoval pod jménem Keratech. Technologické zařízení v letech 2011–2013 provozovala firma Nanograph a od roku 2013 jej provozuje firma Fibertec Steti s.r.o., která se v roce 2023 přejmenovala na Miba Fibertec s.r.o.[zdroj?]

## Současnost

### Strojově hlazené papíry
V Mondi Štětí a.s. se vyrábí strojově hlazené papíry na dvou strojích označovaných jako PS3 a PS6.

### Papíry využívající recyklovaný sběrový papír
Mondi Štětí a.s. vyrábí rovněž krycí vrstvy vlnité lepenky (tzv. linery) na stroji PS1, které umožňují až 100% využití recyklovaného vlákna ze sběrového papíru. PS1 po projektu EcoVantage vyrábí také taškový papír s různým podílem recyklovaného a prvotního vlákna. Recyklované vlákna jsou dodávána provozem rozvláknění, který se nachází v historické budově původního cukrovaru.

### Pytlové papíry
Mondi štětí a.s. vyrábí pytlový papír na papírenských strojích PS5 a PS7. Pytlový papír je pak zpracováván zákazníky (mj. Mondi Bags a.s.) na průmyslové pytle pro stavební, chemický nebo potravinářský průmysl.

### Ceninové papíry
Výrobou ceninových papírů se v areálu papíren v minulosti zabývaly firmy Neograph a Nanograph. V roce 2014 byla firma NEOGRAPH,a.s. většinovým akcionářem přejmenována na SPM - Security Paper Mill, a.s.

### Konvertování papíru
V areálu působí firmy Mondi Coating Štětí a.s. a Mondi Bags Štětí a.s., které papír vyráběný v místě dále zpracovávají tzv. konvertováním (skládáním do pytlů, odnosných tašek a dalších aplikací) v Mondi Bags nebo potahováním papíru bariérou – polyetylenem (tzv. PE papíry) pro zvýšení odolnosti papíru proti vlhkosti např. v případě jeho použití ve styku s potravinami v Mondi Coating.[zdroj?]

### Bělená buničina
Sušicí stroj vyrábí archy usušené bělené buničiny. Buničina se pak v balících expeduje do jiných papíren, např. do Mondi SCP, a.s. (Rožumberok, Slovensko), kde je buničina rozvlákněna a přidávána při produkci tiskového papíru.

## Technické informace a stav závodu
| Výroba buničiny (v ADt/rok)             | Stávající výroba (rok 2021) | Očekávaná výroba s PS10 (rok 2026) |
| --------------------------------------- | --------------------------- | ---------------------------------- |
| Nebělená buničina                       | 583 337                     | 741 633                            |
| Bělená buničina                         | 304 124                     | 219 152                            |
| Bělená sušená buničina určená k prodeji | 86 362                      | 0                                  |
| Výroba papíru (v t/rok)                 | Stávající výroba (rok 2021) | Očekávaná výroba s PS10 (rok 2026) |
| Mondi Štětí a.s                         | 374 738                     | 634 313                            |
| Mondi Štětí White Paper, s.r.o          | 198 293                     | 210 000                            |
| Výroba papíru celkem                    | 573 031                     | 844 313                            |

### Seznam papírenských strojů
PS1 - Byl spuštěn v roce 1957  jako stroj Wärtsillä a pocházel z Finska. S výrobou 100 t/den se tehdy se jednalo o největší stroj na výrobu pytlového papíru v Československu.

PS2 - Jako první papírenský stroj byl uveden do zkušebního provozu už koncem roku 1956. Pocházel ze Švédska a měl název KMW1. Výrobní kapacita tehdy byla 25 t/den. Vyráběl jednostranně hlazený balicí, spřádací a pytlový papír o plošných hmotnostech 40–180 g/m².

PS3 - Byl spuštěn v roce 1958 jako papírenský stroj KMW2, který měl stejné parametry jako KWM1.

PS4 - Rotostroj. Byl spuštěn v roce 1963 a vyráběl novinový papír. Provoz byl ukončen v roce 2008.

PS5 - Byl dodán firmou Beloit a následně spuštěn v roce 1975 na výrobu pytlového sulfátového papíru.

PS6 - Zprovozněn v roce 2009. Slouží k výrobě jednostranně hlazených balicích papírů.

PS7 - V roce 2010 nahradil PS4 (Rotostroj). Vyrábí taktéž pytlový papír jako PS5.

PS8 - Nerealizovaný papírenský stroj v rámci projektu EcoFlex (2018).

PS9 - Nerealizovaný papírenský stroj v rámci projektu Eco9 (2020).

PS10 - Ve výstavbě v rámci projektu EcoKraft (2023), po dokončení bude vyrábět nebělený pytlový papír.
| Papírenský stroj                      | Stávající výroba (rok 2021) v t/rok | Očekávaná výroba (rok 2026) v t/rok |
| ------------------------------------- | ----------------------------------- | ----------------------------------- |
| PS1 (Mondi Štětí a.s.)                | 87 343                              | 135 115                             |
| PS3 (Mondi Štětí a.s.)                | 28 575                              | 30 515                              |
| PS5 (Mondi Štětí a.s.)                | 210 386                             | 220 000                             |
| PS6 (Mondi Štětí a.s.)                | 48 434                              | 48 683                              |
| PS7 (Mondi Štětí White Paper, s.r.o.) | 198 293                             | 210 000                             |
| PS10 (Mondi Štětí a.s.)               | 0                                   | 200 000                             |

### Vaření buničiny
Uvařenou buničinu zajišťují dvě varny - Kamyr a SuperBatch.
Kamyr je kontinuální vařák s kapacitou až 900 ADT/den.
SuperBatch je diskontinuální varna o 6 vařácích s kapacitou přes 1100 ADT/den.
Část buničiny je dále bělena. Po delignifikaci, která probíhá již ve vařácích, je pomocí technologie kyslíkové deliginifikace buničina bělena v několika stupních pomocí několika chemikálií: oxidu chloričitého (chlordioxid), peroxidu vodíku a kyslíku. Pro výrobu bělících chemikálií slouží provoz přípravny bělících roztoků.

### Regenerace chemikálií
Při kraftové výrobě buničiny se vaří dřevěné štěpky bílým louhem. Po uvaření se lignin a malá část celulózy ze dřeva rozpustí v louhu a vzniká tzv. černý výluh (černý louh). Ten se zahušťuje na provozu odparky a následně se spaluje v regeneračním kotli RK12. Neorganické zbytky po spálení se rozpustí do tzv. zeleného louhu, který je za pomoci vápna přeměněn opět v bílý louh, který je používán při vaření buničiny. Tento proces je označován jako velký kraftový okruh. Na provozu kaustifikace pak probíhá malý okruh, kdy je při výrobě bílého louhu ze zeleného louhu oddělen vápenný kal, který je ve vápenné peci vypálen na vápno, pomocí kterého se vyrábí bílý louh. Pokud oba okruhy regenerace chemikálií fungují správně, je provoz vysoce ekologický s minimem nevyužitých odpadů a bez potřeby dodávat velké množství chemikálií zpět do oběhu.

### Energetika
Při výrobě papíru a buničiny se spotřebovává teplo a elektřina, která se vyrábí z především z biopaliv, jako je kůra, piliny, které se spalují v podnikové energetice - záložní kotel K10 (ELTO, plyn), kotel K11 (uhlí, biopaliva) a regenerační kotel RK12 (zahuštěný černý louh, zapáchající plyny). Ta zásobuje teplem a elektřinou i ostatní závody v areálu. Elektrická energie se v závodě vyrábí ve třech parních turbogenerátorech.

### Čistírna odpadních vod
Všechny papírny využívají vodu, která se čerpá z Labe. Do řeky se vrací po vyčištění v závodní čistírně odpadních vod, která má kapacitu 660 000 ekvivalentních obyvatel. Vypouštěná voda je v některých parametrech čistější než odebíraná voda, neboť prochází nejen několikastupňovou filtrací, ale také biologickým čištěním.

### Dřevosklad
V roce 2020 byla dostavěna přilehlá pila společnosti LABE WOOD s.r.o., která mj. dodává štěpky (tzv. pilařinu) pro výrobní závod Mondi. Ty se pak přimíchávají do směsi štěpek ze smrku a borovice (dle aktuálního profilu výroby).

## Podpora města Štětí
Subjekty podnikající v areálu již od začátků, nehledě na střídání majitelů, přispívají na rozvoj města a sponzorují různé vzdělávací, kulturní, sportovní a společenské akce. Mimo jiné též přispívají na rozvoj infrastruktury ve městě Štětí a širším okolí. Podniková energetika Mondi Štětí a.s. zásobuje teplem město Štětí a podniková čistírna odpadních vod zpracovává komunální odpadní vody.

## Doprava
Areál je napojen na dálnici D8, která je vzdálena zhruba 14 kilometrů a železniční vlečkou spojující areál se železniční stanicí Hněvice (taktéž se stanicí Štětí, která je funkční, ale běžně se nepoužívá). Na Labi se nachází říční přístav, který se využívá k dopravě surovin a velkých investičních celků.